# Ремни
Ремни (бел. Рамні́) — деревня в Городокском районе Витебской области Белоруссии. Входит в состав Межанского сельсовета.

## География
Расположена примерно в 8 км к западу от более крупной деревни Межа.

## История
В деревне расположен деревянный католический храм 1896 года постройки, внесённый в Государственный список историко-культурных ценностей Республики Беларусь.

## Население

### Численность
- 2019 год — 78 человек

### Динамика
- 1999 год — 84 человека
- 2009 год — 66 человек[5]
- 2019 год — 78 человек[1]

## Достопримечательность

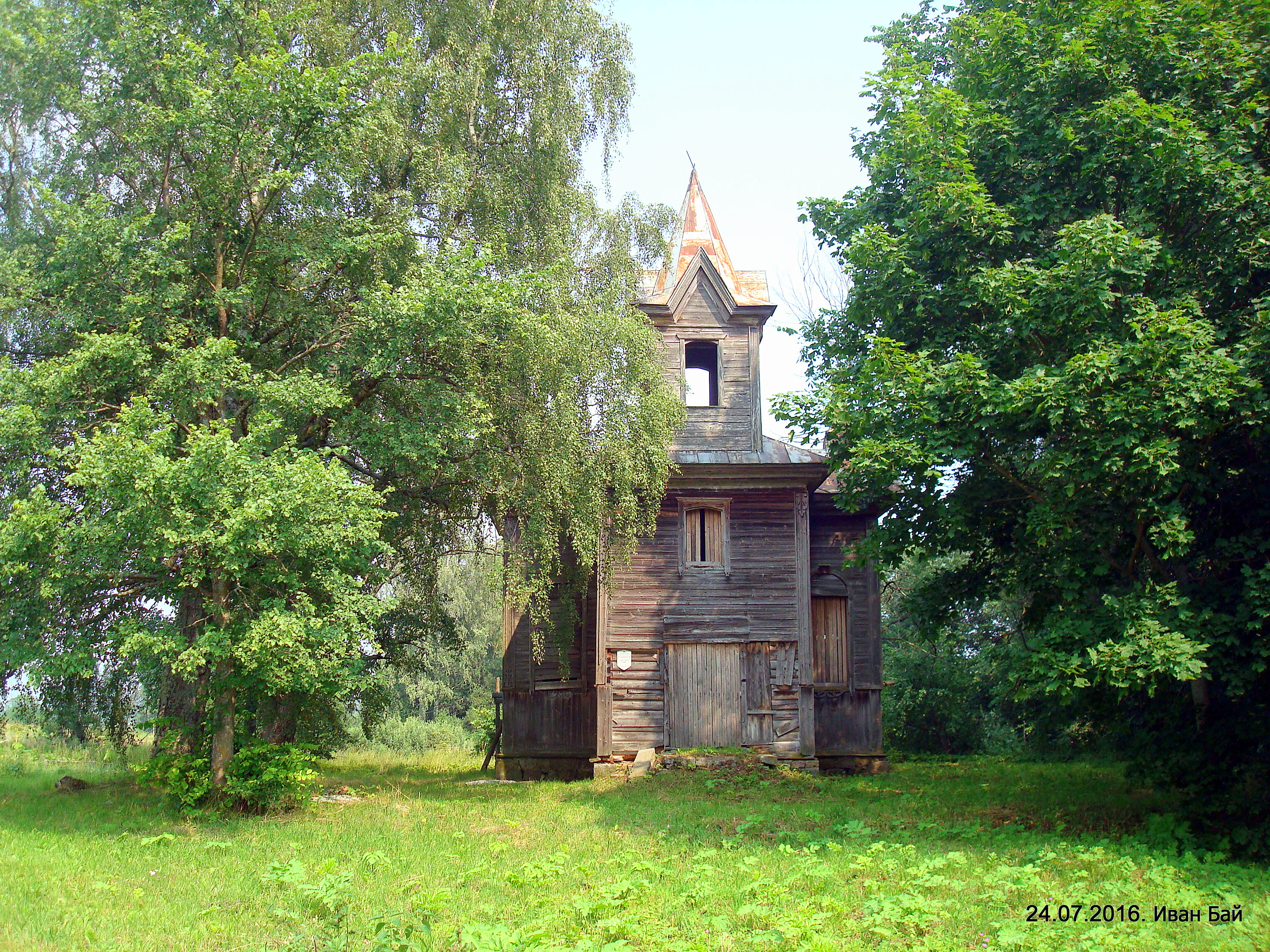
Костёл

- КостёлДеревянный костёл Святых Апостолов Петра и Павла —   Историко-культурная ценность Республики Беларусь, шифр 213Г000356.
- Памятник на месте гибели партизана комсомольца Кириллова А.Б. В 1964 году установлен обелиск высотой 2 м. На обелиске укреплена мраморная доска.